# ナチュラルローソン
ナチュラルローソン（NATURAL LAWSON）は、株式会社ローソンが首都圏に展開する、健康志向の商品を扱うコンビニエンスストアである。

## 概要
ローソンの親会社が、ダイエーから三菱商事へ異動した後の2001年より、事業を開始した。自社や他社が展開するコンビニエンスストアとの差別化や、女性顧客を対象とした新たなターゲット層を増やすなどの目的で展開。
現在は東京都を中心に首都圏で店舗を展開しており、ロードサイド型店舗だけでなく、地下鉄駅構内で小規模店舗も運営されている。また当初はほとんどが直営店であったが、最近ではいくつかの店舗がフランチャイズ化されてきている。
以前は近畿地区へも出店していたが、2007年の秋に完全撤退し、最後まで残った店舗は「ローソンプラスナチュラルセレクション」として、ナチュラルローソン商品も一部扱う「ローソンプラス」店舗に転換された。またこれとは別に、関東以外の店舗で「ナチュラルローソンセレクション」という例外的な展開をしているところもある。これらの店舗もナチュラルローソンと同一のロゴマークを採用している。

## 通常のローソンとの相違点
看板の色は、通常のローソン（青色）とは異なり、えんじ色またはクリーム色である。ロゴマークも独自のものを採用している。また店舗従業員が着用する制服も、通常の青色看板のローソンで使用されている青白縞をあしらったものとは大きく異なり、白い無地のカジュアルシャツと臙脂色の前掛けとなっている。
店舗内は、通常のローソンなど他のコンビニエンスストアでも扱う商品のほかに、低カロリーの弁当・総菜、オーガニック食品、輸入菓子、フェアトレードや地球環境に配慮した商品などを販売しているのが特徴である。ナチュラルローソンオリジナル商品や、他のコンビニエンスストアでは扱われない商品については、他のコンビニエンスストアの商品より価格が比較的高めである。また他のコンビニエンスストアで扱われる商品のなかで、添加物やコンセプトなどの関係で適切でないと判断されたものについては、ナチュラルローソン全体で扱いを中止している。なおオリジナルの弁当や総菜等の食品においては、タニタやSoup Stock Tokyo、アンチエイジングレストラン「Rire」などの企業・店舗とのコラボレーション商品を独自に展開することがある。
ファーストフーズも通常のローソンとは異なる。多くの店舗では焼き立てパンを提供しており、なかでも主力商品のギッフェリ（クロワッサン）は、スイスに本社を置くアリスタ社のヒーシュタントブランドを採用している。また、いれたてのオーガニックコーヒーを販売する店舗や、「Bakery & Cafe」の看板を掲げてイートインコーナーを設ける店舗もある。その他、ソフトアイスや中華まん（いずれもオリジナル）など季節に応じたファーストフーズも販売される。コンセプトの違い等により、通常のローソン等にある揚げ物系のファーストフーズは扱っていない。
さらに専門店との提携により、コーヒーショップ「モトヤエクスプレス」や、青果店「野菜ソムリエの店Ef:（エフ）」の商品・サービスを提供する店舗もわずかながらある。

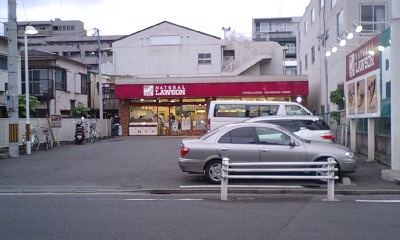
えんじ色の看板（東京都大田区仲池上）
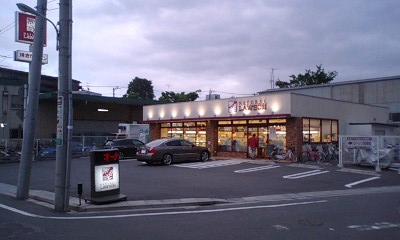
クリーム色の看板（東京都大田区久が原）

## 沿革
- 2000年5月8日 - 電子商取引推進のため、株式会社ローソンの子会社として株式会社ローソン・イープランニング設立。
- 2001年7月11日 - ナチュラルローソン1号店の自由が丘2丁目店開店。
- 2004年4月11日 - 株式会社ローソン・イープランニングが株式会社ナチュラルローソンに商号変更。ナチュラルローソンの事業を株式会社ローソンから移管。
- 2005年1月31日 - 病院内店舗1号店として、慶応義塾大学病院前店開店。
- 2005年3月25日 - 苦楽園店を開店し、近畿地区への出店開始。
- 2006年2月1日 - 東京メトロから業務委託（後にメトロプロパティーズが管理）を受け、大手町メトロピア店、大手町西メトロピア店、飯田橋メトロピア店、本郷三丁目メトロピア店の4店舗が同時開店。
- 2006年2月3日 - 野菜ソムリエ、コーヒーバリスタ、ワインセラー設置の恵比寿南三丁目店開店。
- 2006年 12月6日 - ナチュラルローソンベーカリー銀座本店開店（2007年8月閉店）。
- 2007年2月21日 - 100号店となる丸の内ビルディング店開店。
- 2007年10月10日 - 株式会社ナチュラルローソンの事業を株式会社ローソンが吸収合併。
- 2008年2月21日 - 株式会社ナチュラルローソンの清算結了。
- 2009年11月22日 - 新宿駅西店に埼玉県アンテナショップ開店。
- 2010年4月6日 - 築地東劇ビル店に長野県のアンテナショップ開店。
- 2010年8月2日 - クオールと業務提携を結び、医薬品取扱いの城山トラストタワー店開店。
- 2011年4月1日 - オンラインショッピングサイト「フロム ナチュラルローソン」（FROM NATURAL LAWSON）オープン。
- 2011年5月10日 - “美”と“健康”に特化したオリジナル商品の新ブランド「いつでもナチュラル」展開開始。
- 2012年2月27日 - 株式会社クルックとのコラボレーション店舗「ナチュラルローソン＆food kurkku」オープン。
- 2012年8月6日 - 「ナチュラルローソン 大宮駅西口店」と「ナチュラルローソン 大宮中央通り店」を出店し、埼玉県に初めて出店。